# Pacto por la democracia
El Pacto por la Democracia  es el acuerdo al que arribaron José Francisco Peña Gómez  y Joaquín Balaguer, candidatos a presidente de la República Dominicana, tras el cambio de los resultados electorales de las elecciones del 1994 en la cual Peña Gómez resultó ganador y Joaquín Balaguer alteró los resultados declarándose ganador de las elecciones.
En las elecciones de 1994 el líder del Partido Reformista Social Cristiano (PRSC) Joaquín Balaguer puso de manifiesto nueva vez su astucia para lograr retorcer la voluntad del electorado y mantenerse en el poder, aunque en esta oportunidad, que sería la última, su mandato fue reducido a dos años.
Agobiado por las presiones,  Balaguer propuso la firma de un Pacto por la Democracia en el que planteó la reducción de su mandato a dos años para luego entregarlo a su más cercano competidor. Esa propuesta fue rechazada por el candidato del PRD. Ante esta situación, Balaguer aceptó reducir su período a 18 meses y cedió a la celebración de elecciones presidenciales el 16 de noviembre de 1995. 
Sin embargo, mediante un trastrueque de documentos, se firmó un “Pacto por la Democracia” diferente al acordado por los dos líderes. Y es      que Balaguer también se había mantenido en conversaciones con el PLD. 
El acuerdo firmado finalmente en el Palacio Nacional, el 10 de agosto de 1994, establecía, entre otros aspectos, convocar a la Asamblea Nacional a fin de reformar la Constitución para establecer una nueva fecha de elecciones presidenciales, el 16 de mayo de 1996, y no en  noviembre de 1995 como se había acordado, con lo cual se separaban de las elecciones municipales y congresuales, que serían en mayo de 1998; prohibir la reelección en dos períodos consecutivos, y establecer la segunda vuelta si ningún candidato obtenía más del 50 por ciento de los votos, así como reformas al sistema judicial.